# NGC 7503
NGC 7503 is een elliptisch sterrenstelsel in het sterrenbeeld Vissen. Het hemelobject werd op 2 september 1864 ontdekt door de Duitse astronoom Albert Marth.

## Synoniemen
- MCG 1-59-8
- ZWG 406.12
- NPM1G +07.0512
- PGC 70628